# رولاند بنشنایدر
رولاند بنشنایدر (انگلیسی: Roland Benschneider؛ زادهٔ ۲۲ اوت ۱۹۸۰) بازیکن فوتبال اهل آلمان است.
از باشگاه‌هایی که در آن بازی کرده‌است می‌توان به باشگاه فوتبال آرمینیا بیله‌فلد، باشگاه فوتبال آگسبورگ، باشگاه فوتبال اس‌وی زاندهاوزن، و باشگاه فوتبال کلن اشاره کرد.
وی همچنین در تیم ملی فوتبال Germany B بازی کرده‌است.